# Эстеки, Аллахкарам
Аллахкарам Эстеки (перс. الله كرم استكي‎; род. 19 марта 1988) — иранский гандболист, с сезона 2015/16 будет выступать за румынский клуб Динамо Бухарест и сборную Ирана.

## Карьера
Клубная

Аллахкарам Эстеки выступал с 2005 года за иранский клуб Сепахан.В 2015 году Аллахкарам Эстеки перешёл во французский клуб Монпелье, в составе которого выиграл кубок Франции и кубок французской лиги. С сезона 2015/16 Аллахкарам Эстеки будет выступать за Динамо Бухарест.  

В сборной

Аллахкерим Эстеки выступает за сборную Ирана с 2006 года. Всего за сборную Аллахкарам Эстеки сыграл 95 матча и забил 437 голов.

## Титулы
- Обладатель кубка Франции: 2016
- Обладатель кубка французской лиги: 2016

## Статистика
Статистика Аллахкарама Эстеки в сезоне 2016/17 указана на 10.02.2017
| Сезон   | Клуб            | Лига              | Матчи | Голы | 7-метр | Голы |
| ------- | --------------- | ----------------- | ----- | ---- | ------ | ---- |
| 2015/16 | Монпелье        | LNH Division 1    | 16    | 30   | 0      | 30   |
| 2016/17 | Динамо Бухарест | Чемпионат Румынии | 15    | 55   | 0      | 55   |